# Ditropichthys storeri
Ditropichthys storeri är en fiskart som först beskrevs av Goode och Bean, 1895.  Ditropichthys storeri ingår i släktet Ditropichthys och familjen Cetomimidae. Inga underarter finns listade i Catalogue of Life.